# Памятник Леониду Собинову (Ярославль)
Памятник Леониду Собинову в центре Ярославля расположен напротив Концертного зала имени Л. В. Собинова (Ярославская филармония). Скульптор — Елена Пасхина.

## История создания
Памятник народному артисту РСФСР Леониду Витальевичу Собинову, оперному певцу, крупнейшему представителю русской классической вокальной школы (лирический тенор). Неподалёку находится улица Собинова (бывшая Срубная), где родился и провёл молодые годы будущий певец. Скульптура расположена у здания областной филармонии на пересечении улиц Максимова и Трефолева.
Автор творения — скульптор, заслуженный художник России Елена Пасхина задумала бронзового Собинова ещё в 1999 году. «Я пересмотрела огромное количество журналов моды того времени. В его одежде не было ничего случайно, все было тщательно продумано, вплоть до пуговок, которые он сам себе заказывал», — рассказала она.
Чтобы узнать об этом известном человеке все до мелочей, Елене Васильевне пришлось стать завсегдатай библиотек и архивов, а также посетить Дом Собинова в Москве. «Когда прикасаешься к вещам, к которым прикасался Собинов, сидишь в том же кресле и за тем же столом с зелёным сукном, то, естественно, уже идет какая-то подпитка на духовном уровне. Я поняла, что это был очень высокообразованный и тонкий человек», — сказала Елена Пасхина.
Открытие памятника состоялось 3 января 2008 года.

## Описание памятника
Леонид Витальевич вылеплен в полторы натуры, то есть выше двух метров.
Собинов изображён в сценическом костюме в роли Ленского, партию которого считают одной из лучших в творчестве певца. В то же время, глядя на памятник, легко представить, что Леонид Витальевич вернулся в родной город и отдыхает в беседке над Волгой. Пьедестал и фигура Собинова отлиты из бронзы, а подиум выполнен из бетона с облицовкой полированными и неполированными плитами из гранита.